# Squaxin

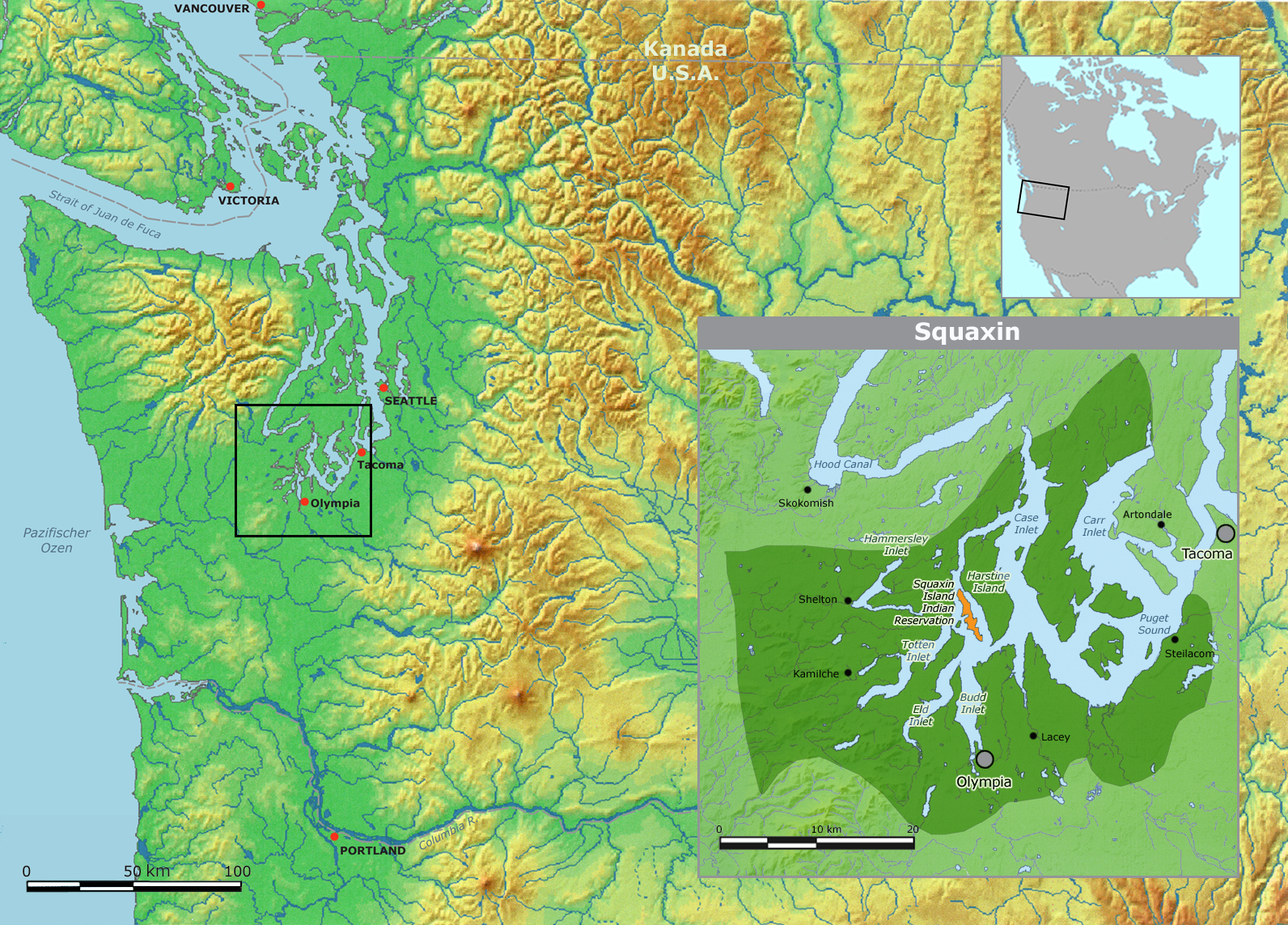
Traditionelles Territorium der Squaxin und heutige Reservation im Nordwesten der USA

Die Squaxin (auch: Squaxon) sind ein Indianerstamm, der im heutigen US-Bundesstaat Washington lebt. Die 405 Angehörigen (Stand: 2000) leben im Nordwesten Washingtons am Südende des Puget Sound im Umkreis der Städte Kamilche und Shelton. Ursprünglich lebten sie auf Squaxin Island, das ihr Reservat darstellt, und auf dem einige von ihnen wieder leben. 
Die Squaxin gehören kulturell zu den Küsten-Salish und sprachen den Lekwungen-Dialekt; dabei sind sie nahe mit den Twana verwandt. Ihr offizieller Name lautet Squaxin Island Tribe, Squaxin Island Reservation, Washington. Untergruppen sind Noo-Seh-Chatl im Henderson Inlet, Steh-Chass im Budd Inlet, Squi-Aitl im Eld Inlet, T'Peeksin im Totten Inlet, Sa-Heh-Wa-Mish im Hammersley Inlet, Squawksin im Case Inlet und S'Hotle-Ma-Mish im Carr Inlet.
Der Name „Squaxin“ leitet sich von einem Wort für „allein“ ab. 

## Geschichte

### Frühgeschichte
Die Squaxin waren, wie die meisten Küsten-Salish, nur im Winter ortsfest. Während der warmen Jahreszeit waren sie vor allem auf den Inseln im Puget Sound zu finden. Ihre Zahl wurde für 1780 auf rund 1000 geschätzt. Sie wurden, wie alle Küsten-Salish zunehmend von Kriegs- und Raubzügen der nördlichen Stämme bedrängt und versuchten um 1800 in großen Koalitionen die Angreifer auf Vancouver Island zu bekämpfen. Dazu nahmen sie auch im Kampf auf dem Wasser unerfahrene Krieger mit. Gegen die großen Kriegskanus der Cowichan erlitten sie kurz nach 1800 eine schwere Niederlage.

### Epidemien, Bevölkerungszusammenbruch, Vertrag mit den USA
Die Population brach, wie bei vielen Stämmen der Region, infolge von Epidemien völlig zusammen. Durch den Vertrag von Medicine Creek (26. Dezember 1854) erhielt der Stamm zwar ein Reservat von 1.494,15 Acre Fläche auf Squaxin Island, einer Insel von rund 8 km Länge und etwas über 1 km Breite, doch der Bevölkerungsrückgang setzte sich fort. 1856 zählte man nur noch 375 Squaxin, 1901 nur noch 98. 1937 wurde mit 32 Stammesangehörigen der Tiefpunkt erreicht.

### Assimilationsversuche
Ab 1855 versuchte die Regierung, aus den Squaxin Bauern in einem strikt euro-amerikanischen Sinne zu machen. Doch während und nach dem Puget-Sound-Krieg, während dessen sie auf ihrer Insel interniert blieben, verstreuten sich viele Angehörige, denn die Stammesgrenzen bei den Küsten-Salish waren und sind sehr durchlässig. Bis weit in die 1860er Jahre verweigerten die Bewohner der Insel, die sehr stark bewaldet und daher für Landwirtschaft wenig geeignet war, die kulturelle Anpassung. Schamanismus und das traditionelle Abflachen der Köpfe nach ihrem Schönheitsideal wurden genauso beibehalten, wie sie sich weigerten, in die kleinen, ihrem Lebensstil nicht entsprechenden Hütten der Regierung zu ziehen. 
Wahrscheinlich in den 1870er Jahren wandten sich die Squaxin gegen die katholische Mission und sind daher bis heute protestantisch, wie insgesamt die protestantische Mission in der Puyallup Agency vorherrschte, der die Squaxin zugeordnet waren.

### Privatisierung, Abwanderung, Indian Shaker Church
1874 wurde das Reservat an 23 Indianer als Privateigentum vergeben und aufgeteilt. Als am 25. Februar 1874 das Skokomish-Reservat der Twana entstand, zogen 30 Squaxin dorthin, denn nur Dialektgrenzen trennten sie sprachlich, so dass eine Verständigung mit den nahen Verwandten möglich war. Andere Squaxin gingen hingegen in die Quinault Reservation.
1881 wurde der Squaxin John Slocum sterbenskrank. Er überlebte jedoch und gründete die Indian Shaker Church, eine synkretistische Kirche und Religion, die christliche und indianische Elemente integrierte. Sie besteht bis heute und hat mehrere tausend Mitglieder. Das erste Kirchengebäude entstand auf Slocums Weisung 1882 am Shaker Point gegenüber der Squaxin-Insel. 1892 gilt als Jahr der Kirchengründung. Slocum wurde mehrfach verhaftet, da die Regierung eine religiöse Massenbewegung und einen allgemeinen Aufstand fürchtete. Da die Überwachung in den Reservaten viel intensiver war, entstanden Kirchen außerhalb. Die Kirche von Mud Bay bemühte sich um formale Anerkennung, was ihr aber erst 1910 gelang. Der dortige Kirchenführer war als Mud Bay Louis bekannt und Slocum fügte sich bis zu seinem Tod im Jahr 1892 als Elder (Älterer) in die dortige Gemeinde ein.

### Selbstverwaltung
1934 akzeptierte der Stamm den Indian Reorganization Act, der eine indianische Selbstverwaltung vorsah. Am 8. Juli 1965 wurde die neue Verfassung des Stammes vom Innenministerium anerkannt. Am 31. Juli 1974 konnten die Squaxin bei der Indian Claims Commission eine Wiedergutmachung von 7.661,82 Dollar durchsetzen.

## Heutige Situation
1984 zählte der Stamm 302 Mitglieder, im Jahr 2000 bereits 405. Davon lebten 383 in und um Kamilche, die übrigen 22 auf Harstine Island. 
Die Führung des Stammes übernimmt ein Stammesrat, ein so genannter Tribal Council. Holzeinschlag und Fischfang sind immer noch von großer Bedeutung. Währenddessen ist ein Drittel der Insel in nicht-indianischer Hand, die Umgebung wurde zum Schutzgebiet erklärt. Das Land der Indianer umfasst nur noch 827,89 Acre, hinzu kommen 105.700 m² in Kamilche, sowie 24.400 m² jenseits der Pickering Passage vor Squaxin Island und 145.400 m² auf Harstine Island. Das beanspruchte Gebiet umfasst insgesamt 6,942 km².
An der Ausfahrt „Kamilche“ des Highway 101 steht heute das Stammeszentrum, der Stamm betreibt die Harstine Oyster Company, eine Austernzucht, auf der kleinen Insel nahe Squaxin Island. Zudem werden Lachse in einem Bach hinter Taylor Towne gefangen (Chum und Coho). Hinzu kommen Muscheln an den Küsten der Hauptinsel, wo sich eine Lachszucht befindet.

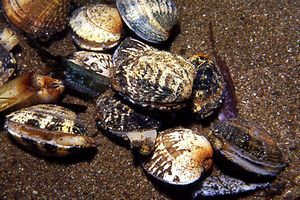
Venerupis philippinarum

1995 erstritt sich der Stamm das Recht, Clams, Muscheln zu sammeln, doch erst seit 2005 wird dies in größerem Umfang getan (vor allem manila clams, Venerupis philippinarum). Zudem hat der Stamm Anspruch auf die Hälfte der natürlich vorkommenden Schalentiere. Da solche Sammelunternehmungen auf privatem Grund stattfinden, muss dies mit den Besitzern abgesprochen werden. So muss jeder Squaxin eine Erklärung unterschreiben, dass er sich an die entsprechenden Abmachungen und Mengen hält.